# Kawasaki Ki-22
Kawasaki Ki-22 (яп. キ22) — проєкт важкого двомоторного бомбардувальника для Імперської армії Японії періоду Другої світової війни.
Початковий проєкт, виданий 15 лютого 1936 року, вимагав двомоторний чотиримісний літак зі складним шасі, здатний нести 1000 кг бомб. У конкурсі взяли участь три найбільші авіакомпанії Японії, проєкту кожної з яких видали номер: Nakajima — Ki-19, Mitsubishi — Ki-21, а Kawasaki — Ki-22. Проєкт Kawasaki не пройшов початкову перевірку дизайну й відхилений 1936 року. Того ж року Ki-19 та Ki-21 дістали дозвіл на виробництво прототипів, а Mitsubishi Ki-21 пішов у серію.